# Карлінг

Поперечний розріз ерозії цирку з часом

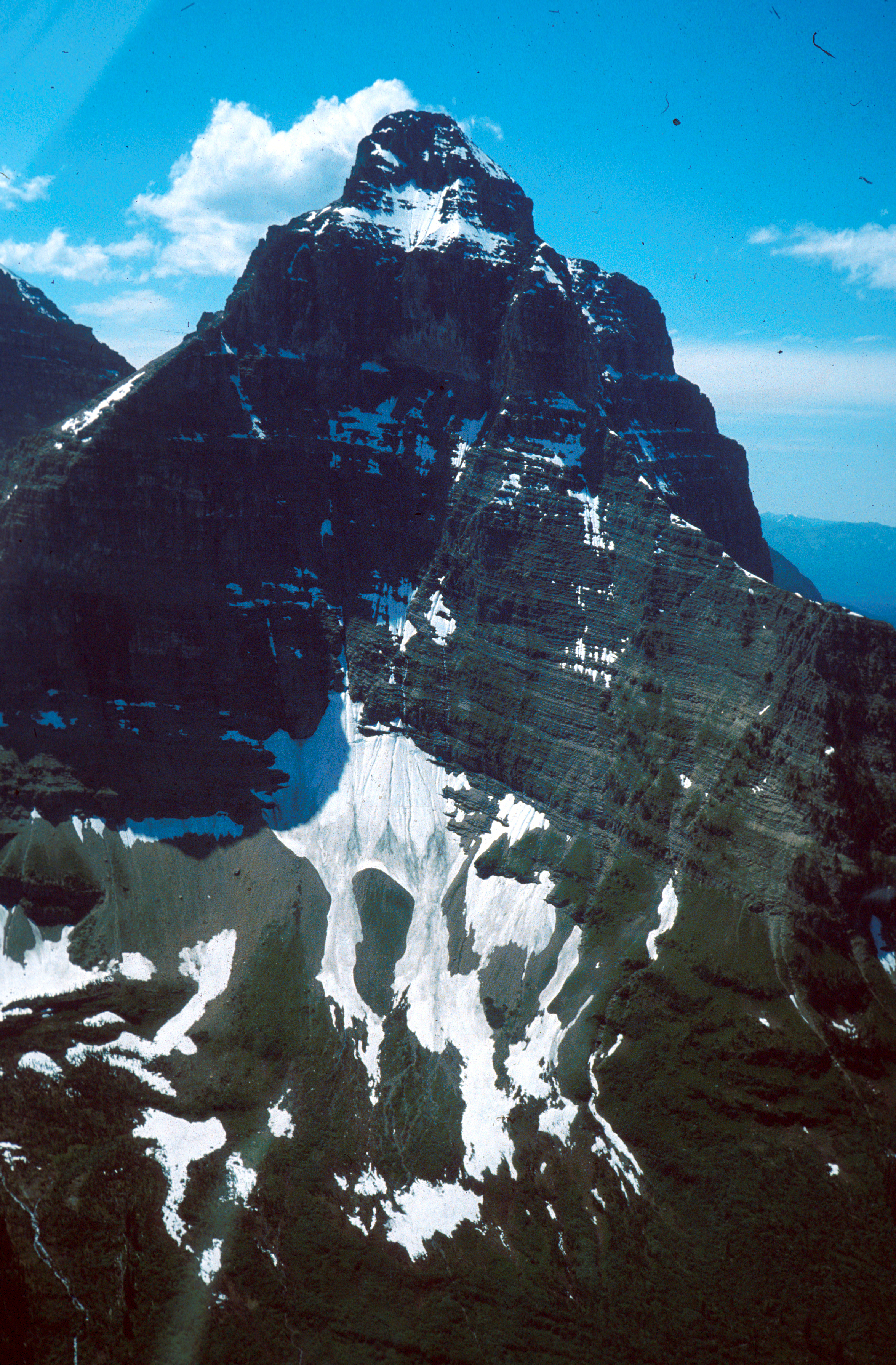
Kinnerly Peak у Глейшер (національний парк, США)

Карлінг — гірська вершина з ширяючою формою, зрізана ретроградною льодовиковою ерозією — кара (нім. назва від терміна Kar — льодовиковий цирк).
Льодовики, які зазвичай утворюються в дренажних водах на боках гори, утворюють чашоподібні улоговини, які називаються цирками (іноді їх називають «корі» — від шотландського гельського coire [kʰəɾə] (чаша) — або cwms). Ці льодовики мають обертальне ковзання, яке стирає дно басейну більше, ніж стінки, і це спричиняє формування форми чаші. Оскільки цирки утворюються внаслідок заледеніння в альпійському середовищі, верхня стінка і хребти між паралельними льодовиками стають більш крутими і чіткими. Це відбувається через замерзання/відтавання та масове вивітрювання під поверхнею льоду.

## Інтернет-ресурси
- Lemke, Karen A. (2010). Illustrated Glossary of Alpine Glacial Landforms. Архів оригіналу за 13 серпня 2012. Процитовано 12 жовтня 2012.